# Yera
Yera es una localidad del municipio de Vega de Pas (Cantabria, España). En el año 2024 contaba con una población de 102 habitantes (INE). La localidad se encuentra a 569 metros de altitud sobre el nivel del mar, y a 2,5 kilómetros de la capital municipal, Vega de Pas.

## Ferrocarril
La localidad cuenta con una antigua estación de ferrocarril del malogrado ferrocarril Santander-Mediterráneo, que nunca llegó a funcionar. Cerca de la estación se encuentra la boca norte del túnel de la Engaña.